# Longxi International Hotel
El Longxi International Hotel es un rascacielos tardomodernista-futurista situado en Wuxi, China. La construcción de la torre comenzó en 2007 y finalizó en 2011. El edificio se eleva 328 m (1 076 pies) con 72 plantas. El rascacielos incluye una esfera de cristal que corona el edificio. La ceremonia de apertura del Longxi International Hotel tuvo lugar el 12 de octubre de 2011.